# Bastei (Festung)

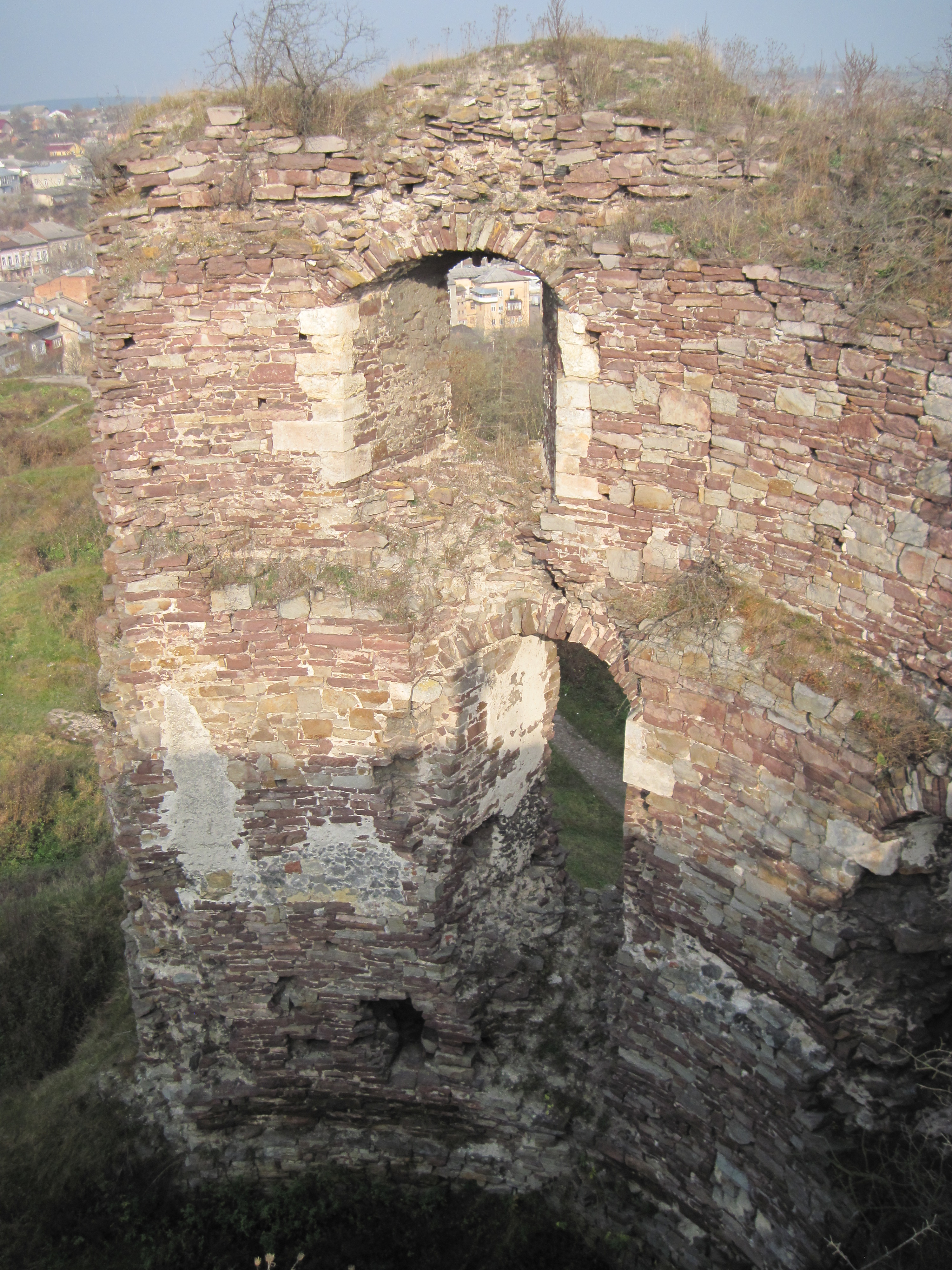
Festung in Butschatsch, Ruine der Bastei

Die Bastei (italienisch bastia) ist der äußere Teil einer Festung, einer militärischen Befestigungsanlage.
Dabei steht Bastei
- für ein Rondell, das durch das 1527 von Albrecht Dürer verfasste Fortifikationstraktat Etliche vnderricht/zu befestigung der Stett/Schlosz/vnd flecken geprägt wurde;
- umgangssprachlich, vor allem in Österreich, öfter als Synonym für die Bastion;
- in der heutigen Fachsprache zur Burgenkunde und Fortifikation für ein meist aus einer Wallmauer (Kurtine) hervorspringendes Bollwerk mit geraden, spitz zulaufenden Flankenmauern und einer in einem Bogen auslaufenden Front, wie es in der vor-artilleristischen Zeit typisch war. Im Gegensatz zur moderneren Bastion (der artilleristischen Zeit) besitzt die Bastei keine dem Feind zugewandte Spitze und hat somit einen toten Winkel. Im Gegensatz zu einem Rondell sind die Flankenmauern gerade und nicht bogenförmig.

Beispiele für Basteien (moderne Definition):
- Hohe Bastei der Festung Plassenburg
- Bastei nördlich des Fünfeckturms auf der Nürnberger Burg